# Frobenius AG
Frobenius AG, également appelée Druckerei Frobenius, et en français Compagnie Suisse d'arts graphiques Frobenius, ainsi que Schweizerische Gesellschaft für Graphische Kunst Frobenius, est une ancienne imprimerie suisse, active entre 1910 et 1995, autrefois basée à Bâle ainsi qu'à Leopoldshöhe (Weil am Rhein).

## Histoire et description

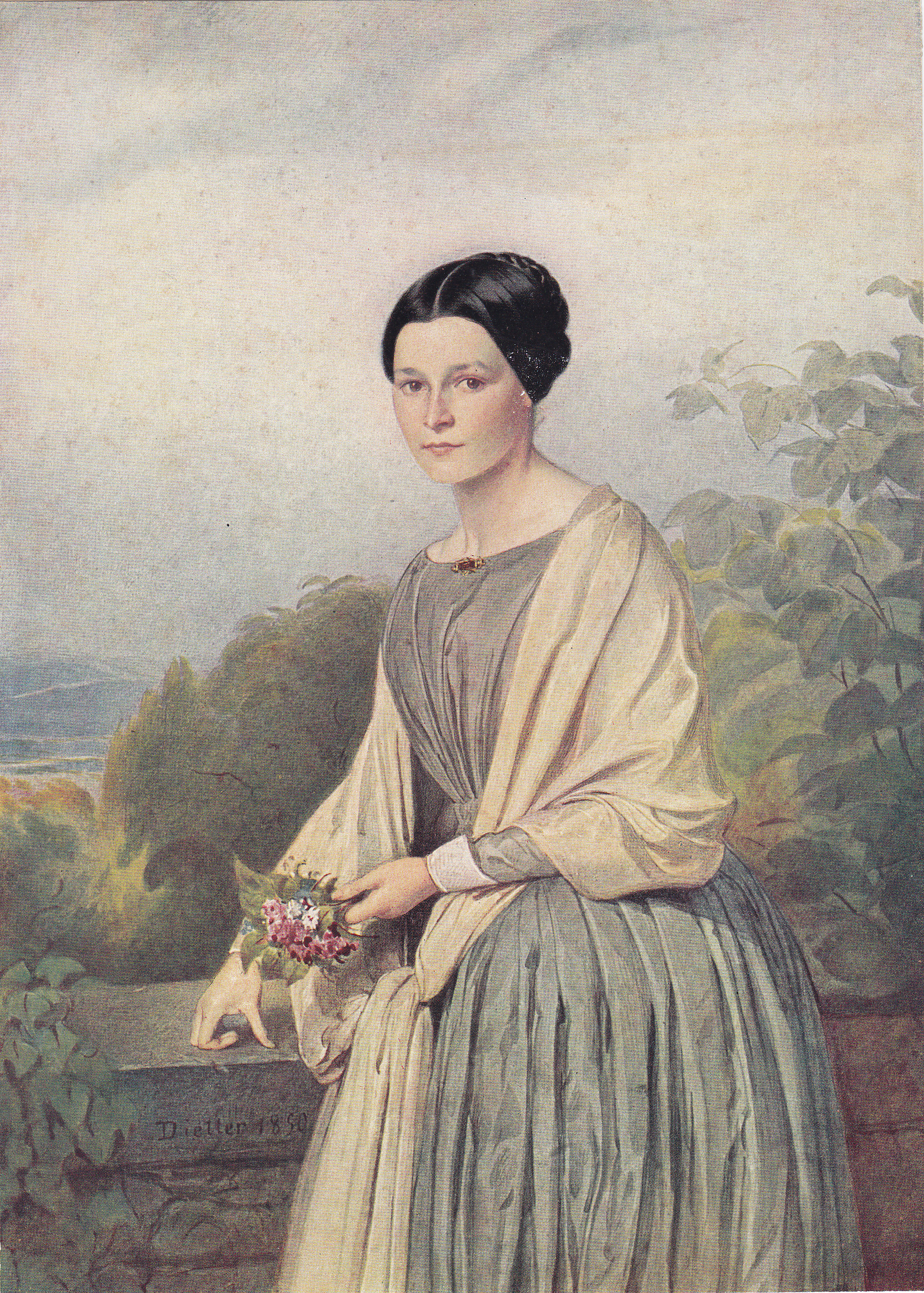
Élisabeth Sarasin-Sauvain (1815-1886), épouse de Karl Sarasin (1815-1886), fabricant et homme politique de Bâle (Suisse) ; d'après Dietter (1850), dans : Geschichte der Familie Sarasin in Basel, vol. 2, Buchdruckerei Frobenius AG, Bâle, 1914, planche XXXVI.

Outre les impressions grand format en plusieurs couleurs, comme la carte panoramique réalisée en interne après 1950 et portant le titre multilingue Semmering bei Wien. Weltbekannter Sommer- & Winterkurort. Grand Hotel Panhans, das moderne Großhotel der oesterreichischen Alpen (2D-Zugstunden von Wien) / Semmering near Vienna, l'entreprise a également édité des cartes postales telles que le tirage d'art multicolore et non signé d'une vue avec des titres tels que « Hannovers führende Gaststätten / Hotel Ernst August vorm. Bristol / Palast Hotel Rheinischer Hof, propriétaire Friedr. Wilh. Nolte ».
Dès 1914, Frobenius publie un livre illustré de 75 planches intitulé Der badische Bahnhof in Basel. En 1995, Frobenius est repris par l'imprimerie Wassermann AG.

## Publication
- (de) Der Badische Bahnhof in Basel, Bâle, Mitwirkung von Fachleuten durch Frobenius A.G., Verlagsanstalt, 1914.